# Sparkassenbrunnen (Wiener Neustadt)

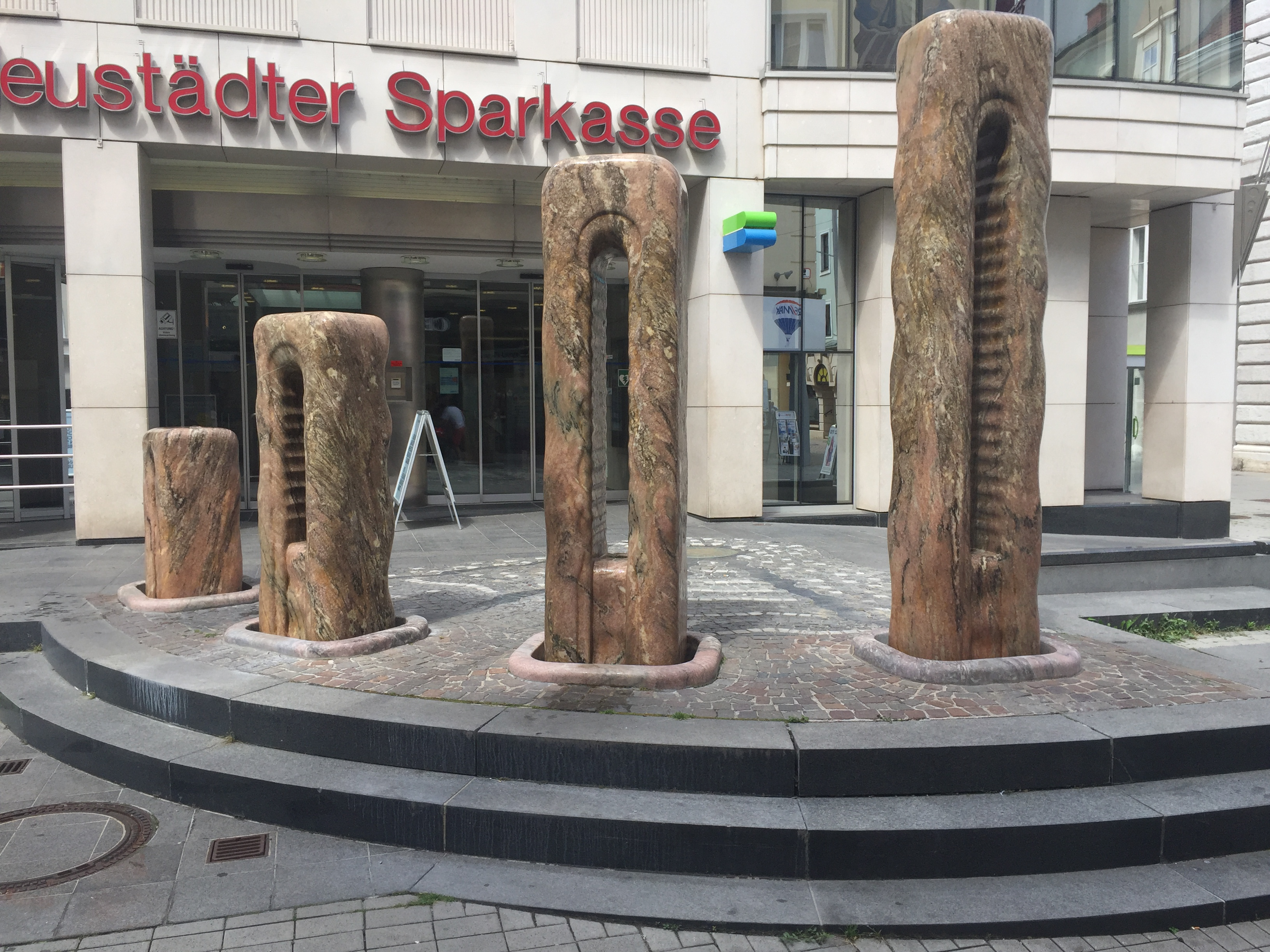
Sparkassenbrunnen

Der Sparkassenbrunnen steht in der Neunkirchner Straße in der niederösterreichischen Stadt Wiener Neustadt. Er wurde durch die Wiener Neustädter Sparkasse 1993 vor dem Eingang zum Kundenzentrum von dem Bildhauer Hans Muhr errichtet. 1995 wurde dieser Brunnen der Stadt Wiener Neustadt von der Sparkasse als Geschenk übergeben.